# Phyllodromica llorenteae
Phyllodromica llorenteae är en kackerlacksart som beskrevs av Harz 1971. Phyllodromica llorenteae ingår i släktet Phyllodromica och familjen småkackerlackor. Inga underarter finns listade i Catalogue of Life.